# Marta Nora Țărnea
Marta Nora Țărnea (n. 2 iulie 1948, Urziceni)  este un fost deputat român în legislaturile 1990-1992 și 1992-1996. În legislatura 1990-1992 a fost aleasă în județul Arad pe listele partidului FSN. În legislatura 1992-1996 a fost validată ca deputat PD pe data de 17 octombrie 1995 când l-a înlocuit pe deputatul Aristide Nelu Dragomir. Marta Nora Țărnea a fost soția scriitorului George Țărnea. În cadrul activității sale parlamentare din legislatura 1990-1992, Marta Nora Țărnea a fost membră în grupurile parlamentare de prietenie cu URSS, Ungaria, Regatul Spaniei și Statul Israel.